# Miagrammopes viridiventris
Miagrammopes viridiventris es una especie de araña araneomorfa del género Miagrammopes, familia Uloboridae. Fue descrita científicamente por Strand en 1911.
Habita en la isla Kei.